# حرس الخابور
حرس الخابور (بالسريانية: ܡܘܬܒܐ ܕܢܛܘܪ̈ܐ ܕܚܒܘܪ)‏ ورسميًا مجلس حرس الخابور الآشوري هو ميليشيا سورية آشورية تم إنشاؤها خلال الحرب الأهلية السورية في وادي الخابور ذي الأغلبية الآشورية شمال غرب محافظة الحسكة. تتألف الميليشيا من السكان المحليين وتحتفظ بنقاط التفتيش في العديد من القرى الآشورية، وأبرزها تل تمر. على الرغم من الحياد السياسي الرسمي وعدم تأييد أي حزب، فإن حرس الخابور ينتمون في الواقع إلى الحزب الآشوري الديمقراطي. جنبًا إلى جنب مع قوات الناطورة، وكجزء من المجلس العسكري السرياني الآشوري، فإنهم يتبعون عسكريًا إلى حزب الاتحاد السرياني.

## التاريخ

### التأسيس والانفصال عن حزب الاتحاد السرياني
تم إنشاء حرس الخابور في الأصل من قبل السكان المحليين في وادي خابور، تقريبًا في أواخر عام 2012 وأوائل عام 2013. كان من المفترض أن تعمل المجموعة كقوة دفاعية خالصة في القرى الآشورية في المنطقة، وتبقى محايدة تمامًا في الحرب الأهلية السورية، وتكون مستقلة عن جميع الأحزاب والفصائل المتحاربة، بغض النظر عن توجهاتها السياسية أو الدينية. على الرغم من أن الميليشيا تمكنت في البداية من اجتذاب المئات من المجندين، إلا أن قوات حرس الخابور سرعان ما عانت من انخفاض القوة العسكرية بسبب هجرة العديد من السكان المحليين ورفض معظم الجماعات الآشورية، مثل المنظمة الآثورية الديمقراطية، لعملية تزويدهم بالسلاح. نتيجة لذلك، تخلى حراس الخابور عن محاولاتهم للبقاء محايدين، وانضموا إلى سوتورو، وهي قوة أمنية شكلها حزب الاتحاد السرياني. بدأ الأخير بتسليح حرس الخابور من خلال جناحه المسلح، المجلس العسكري السرياني. وبالتالي، أصبح حراس الخابور والمجلس العسكري قريبين لبعضهما، حتى أن بعض عناصر الحرس أصبحوا يرتدون شارة المجلس على زيّهم الرسمي.
في البداية، تعرضت مناطق سيطرة قوات حراس الخابور لغزو من قبل تنطيم الدولة الإسلامية خلال هجوم كبير في أوائل عام 2015. ومع ذلك، تمكنوا من إبطاء تقدم داعش بدعم من المجلس العسكري السرياني ووحدات حماية الشعب الكردية.
في مساء 21 أبريل 2015، تم اختطاف اثنين من كبار قادة حرس الخابور، دافيد جيندو والياس ناصر، وقام الخاطفون بعصب أعينهم، وأطلقوا النار عليهم وتركوهم ليُقتلوا في منطقة قريبة من قرية جميلة. تمكن الياس ناصر من النجاة، وزَحف إلى أحد الطرق الرئيسية حيث أخذه أحد المارّة ونقله إلى مستشفى في القامشلي. كان يُعتقد في البداية أن تنظيم داعش كان وراء محاولة قتل كل من القائدين، لكن الياس ناصر كشف فيما بعد أن المهاجمين كانوا أعضاء في وحدات حماية الشعب الكردية. تم اعتقال أربعة من مقاتلي وحدات حماية الشعب لاحقًا لتورطهم في اغتيال دافيد جيندو ومحاولة اغتيال الياس ناصر، وحُكم على اثنين من المتهمين بالسجن لمدة 20 عامًا، بينما تلقى الآخران حكمًا بالسجن لمدة أربع سنوات وسنة واحدة على التوالي.
أدّى ذلك إلى تدهور علاقة حرس الخابور مع كل من وحدات حماية الشعب والمجلس العسكري السرياني، كما قاموا بقطع العلاقات مع حزب الاتحاد السرياني بسبب الحادث. بعد ذلك، أصبح وضع الميليشيا صعبًا، بسبب الضغط من قبل وحدات حماية الشعب للانضمام بشكل كامل إلى قوات المجلس السرياني. ورداً على ذلك، أعلنت قيادة حرس الخابور في يونيو 2015 أن الجماعة قررت التخلي عن أسلحتها في القتال مع داعش. انقسم الحرس بعد ذلك، حيث بقي العديد من الأعضاء على مقربة من المجلس العسكري السرياني واستمروا في التعاون مع وحدات حماية الشعب لمحاربة داعش، بينما انضمت الميليشيات الأخرى إلى الحزب الآشوري الديمقراطي، وهو منافس لحزب الاتحاد السرياني.

### النشاط منذ عام 2015
في غضون ذلك، تم طرد قوات داعش من وادي الخابور بعد نجاح هجوم غرب الحسكة في مايو 2015. بعد إعادة سيطرتها على المنطقة، نهبت مختلف الميليشيات الآشورية، بما في ذلك حرس الخابور، القرى المحلية تحت ستار البحث عن مخابئ داعش. في السنوات التالية، بقيت الميليشيا محايدة في الغالب، على الرغم من أن بعض عناصر حرس الخابور حاربوا مع وحدات حماية الشعب في هجوم منبج. في 25 فبراير 2017، وافق الحزب الآشوري الديمقراطي على الانضمام إلى مجلس سوريا الديمقراطية، الجناح السياسي لقوات سوريا الديمقراطية بينما سلمت وحدات حماية الشعب مسؤولية الأمن في البلدات الآشورية على طول نهر الخابور إلى حرس الخابور وقوات الناطورة. وبالتالي انضمت المجموعتان إلى قوات سوريا الديمقراطية. في 20 سبتمبر 2018، أعلن الحزب الديمقراطي الآشوري عن تشكيل «القيادة العامة للقوات الآشورية» التي كان من المفترض أن تكون بمثابة منظمة جامعة شبه عسكرية تابعة لها تشمل حرس الخابور. غادر الأخير «القوات الآشورية» بعد ذلك بثلاثة أشهر، مما أدى إلى اتهامات بأن قوات سوريا الديمقراطية قد أثرت وضغطت على حرس الخابور.
في أواخر عام 2019، قاتل حرس الخابور إلى جانب مجموعات أخرى من قوات سوريا الديمقراطية ضد الهجوم التركي على شمال شرق سوريا، حيث هاجمت قوّاته جيش الاحتلال التركي والميليشيات المتطرفة التابعة له في وادي الخابور. وفي هذا السياق، أعلن نبيل ورد، المتحدث باسم الحرس الآشوري، أن الأتراك كانوا «أعداءنا منذ فترة طويلة»، في إشارة إلى الإبادة الجماعية التي نفذها العثمانيون ضد المسيحيين الآشوريين في 1915-1918.